# Montsalès
Montsalès (okzitanisch Montsalés) ist eine französische Gemeinde mit 323 Einwohnern (Stand: 1. Januar 2022) im Département Aveyron in der Region Okzitanien (vor 2016 Midi-Pyrénées). Sie gehört zum Arrondissement Villefranche-de-Rouergue und zum Kanton Villeneuvois et Villefranchois. Die Einwohner werden Montsalisiens und Montsalisiennes genannt.

## Geografie
Montsalès liegt etwa 55 Kilometer westnordwestlich von Rodez. Umgeben wird Montsalès von den Nachbargemeinden Balaguier-d’Olt im Norden, Foissac im Nordosten und Osten, Villeneuve im Osten und Süden, Ols-et-Rinhodes im Süden sowie Ambeyrac im Westen.

## Bevölkerungsentwicklung
| Jahr                       | 1962 | 1968 | 1975 | 1982 | 1990 | 1999 | 2006 | 2019 |
| Einwohner                  | 260  | 219  | 195  | 203  | 199  | 215  | 234  | 327  |
| Quellen: Cassini und INSEE |      |      |      |      |      |      |      |      |

## Sehenswürdigkeiten

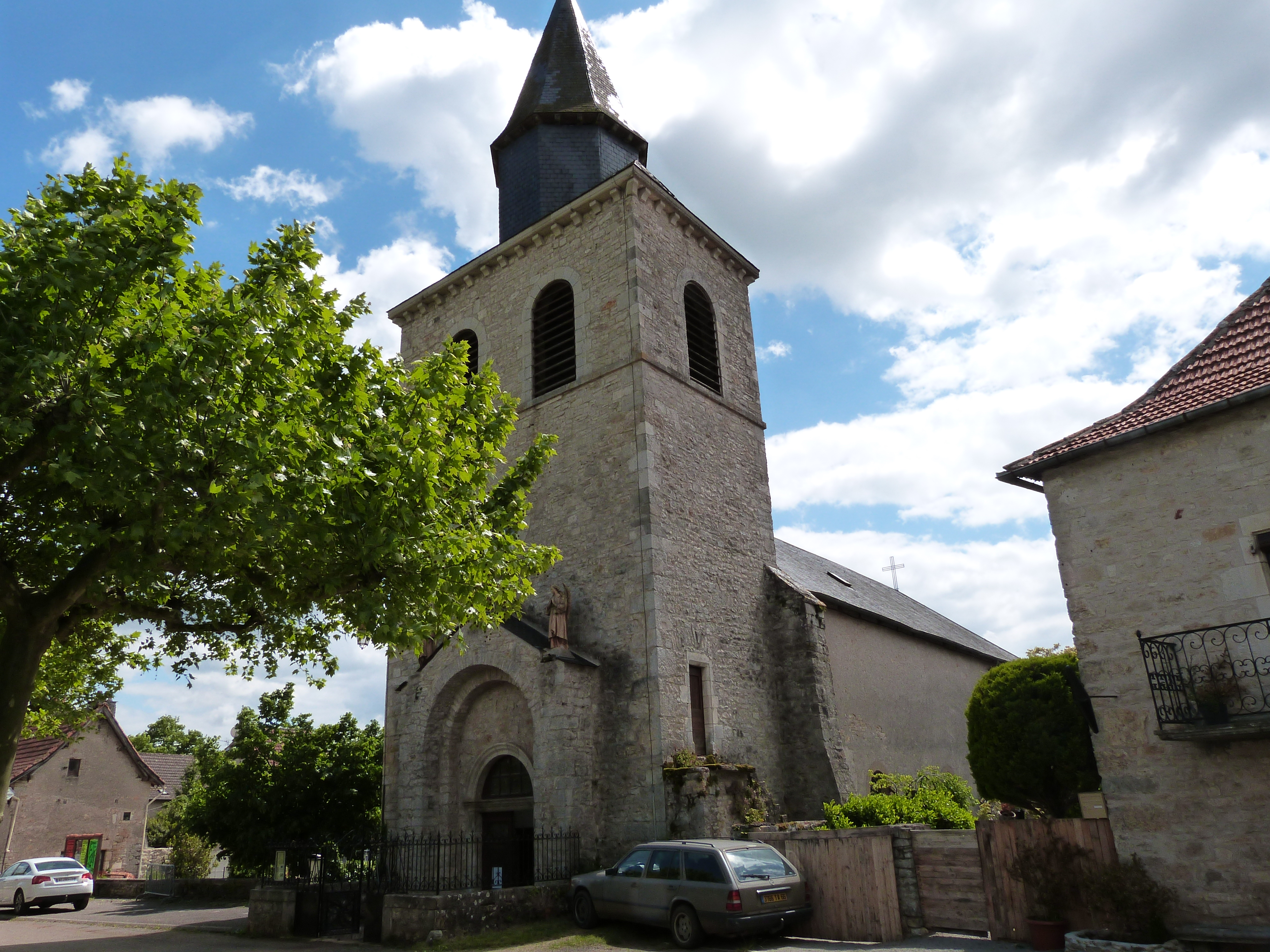
Kirche Mariä Himmelfahrt
- Turm und Galerie am Turm
- Höhle von La Gleio de Maôu
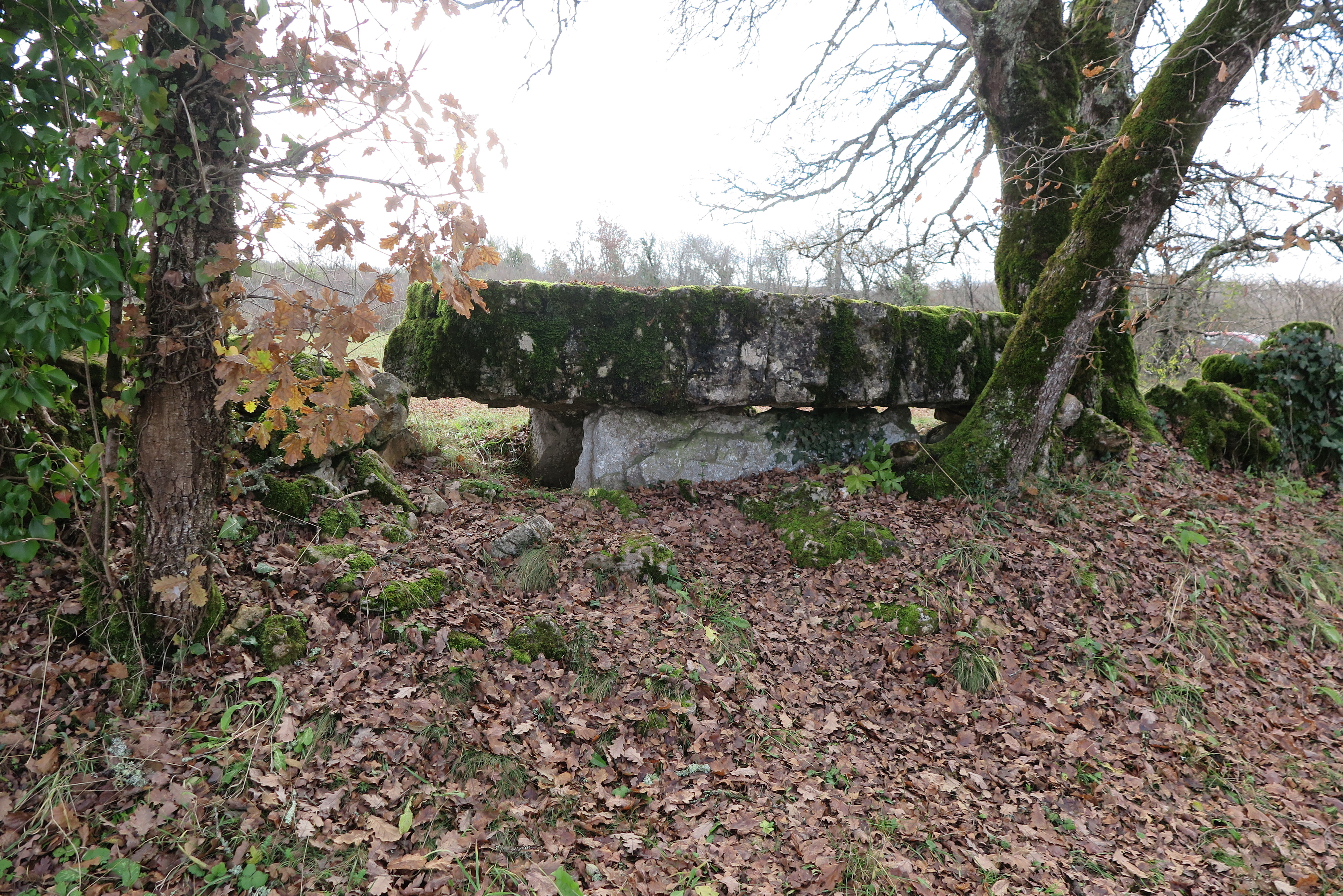
Dolmen von Pauty

- Kirche Mariä Himmelfahrt
- Dolmen von Pauty